# Wendell (goleiro)
Wendell Lucena Ramalho (Recife, 21 de novembro de 1947 — Rio de Janeiro, 23 de maio de 2022) foi um futebolista brasileiro que jogava como goleiro.
Wendell, 2 vezes vencedor do Campeonato Pernambucano em 1969 e 1970, jogou pelo Santa Cruz antes de defender as metas do Botafogo. Como goleiro do alvinegro carioca, Wendell jogou na Seleção Brasileira por 7 oportunidades entre 1973 e 1974, levando 5 gols. Venceu 5 partidas pelo país, empatou uma e perdeu outra. Wendell seria o goleiro titular na Copa do Mundo de 1974, porém uma lesão o impossibilitou de jogar a competição. Para seu lugar, foi convocado Waldir Peres.
Ao deixar o Botafogo, Wendell jogou no Fluminense de 1977 a 1979, onde conquistou o Troféu Teresa Herrera na Espanha em 1977. Também jogou no Guarani.
Quando defendia o Vila Nova de Goiás, em 1986, Wendell teve a chance de retornar ao futebol nordestino e para um time das mesmas cores do Santa Cruz. Ele foi contratado pelo Ferroviário de Fortaleza durante o Campeonato Cearense, mas chegou a atuar apenas em 3 oportunidades. Com sua experiência, Wendell foi convidado ainda na mesma competição a ser o técnico do clube cearense e terminar o campeonato estadual no comando coral. Ao encerrar a carreira, ele virou preparador de goleiros, com destaque para sua passagem na Seleção Brasileira, tendo trabalhado nas Copas do Mundo de 1994, 1998 e 2006.
Wendell morreu no dia 23 de maio de 2022.

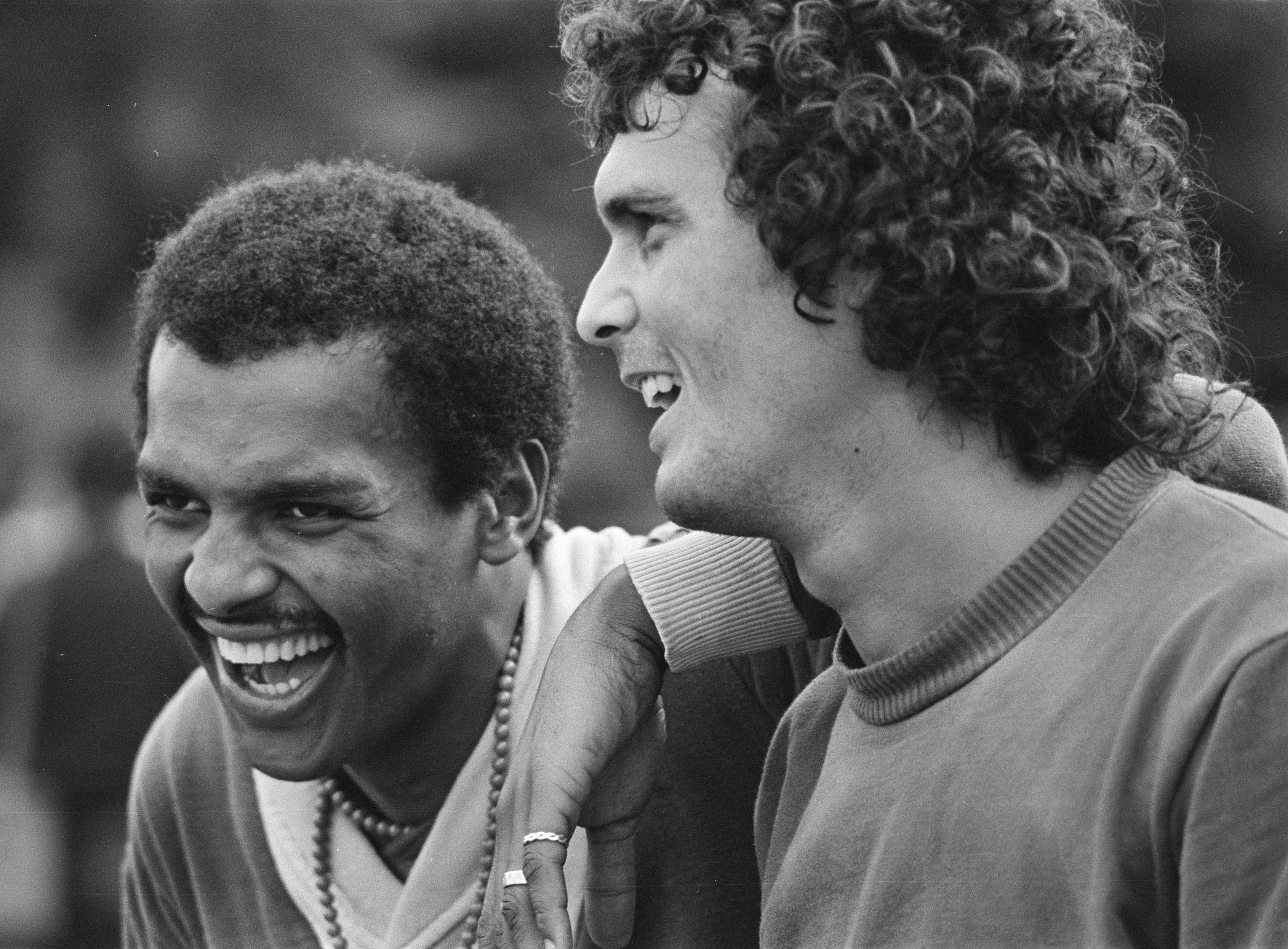
Wendell (à direita) e o zagueiro Luís Pereira.

## Títulos
Santa Cruz
- Campeonato Pernambucano: 1969 e 1970

Botafogo
- Taça Guanabara: 1968
- Torneio Independência do Brasil: 1974
- Taça Augusto Pereira da Mota: 1975
- Taça José Wânder Rodrigues Mendes: 1976

Fluminense
- Troféu Teresa Herrera: 1977

Vila Nova
- Campeonato Goiano: 1984